# Ołów surowy
Ołów surowy jest głównym produktem procesu wytapiania ołowiu metodami stosowanymi w przemyśle. Ołów surowy zawiera zazwyczaj ok. 99% Pb oraz domieszki, którymi są: 
- antymon
- bizmut
- cynk
- cyna
- ind
- kadm
- miedź
- srebro
- tellur
- tal
- złoto
- żelazo
- inne domieszki o bardzo małej zawartości w ołowiu surowym

Wszystkie domieszki pogarszają jakość ołowiu a zwłaszcza zmniejszają jego plastyczność i odporność na korozje. Ołów surowy należy rafinować w celu otrzymania możliwie czystego metalu.